# Ardmore, Oklahoma
Ardmore är administrativ huvudort i Carter County i Oklahoma. Orten har fått sitt namn efter Ardmore i Pennsylvania.

## Kända personer från Ardmore
- John Hinckley, Jr., attentatsman